# Scinax albertinae
Scinax albertinae — вид земноводних з роду Scinax родини райкових (Hylidae). Описаний у 2022 році.

## Поширення
Ендемік Бразилії. Виявлений у Заповідник сталого розвитку Ріо-Негро у муніципалітеті Нову-Айран у штаті Амазонас.

## Опис
Тіло завдовжки 21,6–25,4 мм у дорослих самців і 24,8–27,0 мм у самиць.